# پیوشک
پیوشک، روستایی در دهستان پیوشک بخش لیردف شهرستان جاسک در استان هرمزگان ایران است. این روستا، مرکز دهستان پیوشک است.

## جمعیت
بر پایه سرشماری عمومی نفوس و مسکن در سال ۱۳۹۵، جمعیت این روستا برابر با ۱،۲۲۰ نفر (۳۴۹ خانوار) بوده‌است.